# 제3차 고이즈미 내각 (개조)
제3차 고이즈미 개조내각(일본어: 第3次小泉改造内閣)은  고이즈미 준이치로가 제89대 내각총리대신으로 임명되어, 2005년 10월 31일부터 2006년 9월 26일까지 존재한 일본의 내각이다.

## 개요
당초에는 제163특별국회가 폐회한 11월 2일에 자유민주당의 임원 인사와 내각 개조를 행할 것이라고 예측되었지만, 고이즈미 준이치로 총리는 회기가 끝나기 전인 10월 31일로 인사를 앞당기기로 10월 28일에 방침을 정하고, 이틀동안 인사 관계를 조정했다. 내각의 구성 방침은 ‘개혁의욕이 풍부한 사람’으로 정하고, 2006년 9월에 고이즈미 총리의 자민당 총재 임기가 종료하면 물러나는 구상을 확고히 한 것으로 보여 이른바 ‘포스트 고이즈미’를 염두에 둔 조각으로 알려졌다. 고이즈미 총리는 인증식 후의 기자회견에서 내각의 이름을 ‘개혁 속행 내각’이라고 발표했다.
초점은 포스트 고이즈미의 존재로, 여론조사에서는 아베 신조, 아소 다로, 다니가키 사다카즈, 후쿠다 야스오 정도가 물망에 올랐지만, 후쿠다 이외에는 모두가 각료로 기용되었다. 참의원 의원인 다케나카 헤이조를 지목하는 사람도 있었다. 공명당의 입각은 유지되어, 기타가와 가즈오 국토교통대신이 유일하게 유임했다.
개조 이후의 여론조사에서는 고이즈미 내각에 대한 지지율이 10월 17~18일에 시행된 여론조사에 비해 5.6포인트가 상승한 60.1퍼센트로 나타났다. 고이즈미 내각의 최우선 과제로 꼽은 것은 사회 보장 제도였으며, 후계 총리로 바람직한 사람에 대한 답변은 아베 신조가 51.8퍼센트를 얻어 1위를 차지했다.
2006년 9월 10일에 고이즈미 준이치로의 자유민주당 총재 임기가 만료하면서, 9월 26일에 내각은 총사직하였다.

## 각료 명단
내각부 특명담당대신에 대해서는 그 담당을 괄호 내에 기술하였다. 내각부 이외의 다른 성청(내각관방 포함)의 특명사항을 담당하는 국무대신의 직무는 꺾은 괄호(〈〉) 내에 기술하였다.
| 내각총리대신                                                                    | 내각총리대신                                                                    | 고이즈미 준이치로 |
|                                                                                 | 내각총리대신 보좌관 (도시재생 담당)                                             | 마키노 도오루     |
| 내각총리대신 보좌관 (우정민영화 담당)                                           | 와타나베 요시아키                                                               |                   |
| 총무대신 〈우정민영화 담당〉                                                    | 총무대신 〈우정민영화 담당〉                                                    | 다케나카 헤이조   |
| 법무대신                                                                        | 법무대신                                                                        | 스기우라 세이켄   |
| 외무대신                                                                        | 외무대신                                                                        | 아소 다로         |
| 재무대신                                                                        | 재무대신                                                                        | 다니가키 사다카즈 |
| 문부과학대신 국립국회도서관 연락조정위원회 위원 〈국민 스포츠 담당〉            | 문부과학대신 국립국회도서관 연락조정위원회 위원 〈국민 스포츠 담당〉            | 고사카 겐지       |
| 후생노동대신                                                                    | 후생노동대신                                                                    | 가와사키 지로     |
| 농림수산대신                                                                    | 농림수산대신                                                                    | 나카가와 쇼이치   |
| 경제산업대신 〈국제박람회 담당〉                                                | 경제산업대신 〈국제박람회 담당〉                                                | 니카이 도시히로   |
| 국토교통대신 〈수도기능이전, 관광입국 담당〉                                    | 국토교통대신 〈수도기능이전, 관광입국 담당〉                                    | 기타가와 가즈오   |
| 환경대신 내각부 특명담당대신 (오키나와 및 북방대책 담당) 〈지구환경문제 담당〉  | 환경대신 내각부 특명담당대신 (오키나와 및 북방대책 담당) 〈지구환경문제 담당〉  | 고이케 유리코     |
| 내각관방장관 〈납치문제 담당〉                                                  | 내각관방장관 〈납치문제 담당〉                                                  | 아베 신조         |
|                                                                                 | 내각관방 부장관                                                                 | 나가세 진엔       |
| 내각관방 부장관                                                                 | 스즈키 세이지                                                                   |                   |
| 내각관방 부장관                                                                 | 니하시 마사히로                                                                 |                   |
| 내각위기관리감                                                                  | 노다 다케시                                                                     |                   |
| 내각법제국 장관                                                                 | 사카다 마사히로                                                                 |                   |
| 국가공안위원회 위원장 내각부 특명담당대신 (방재담당) 〈유사법제 담당〉          | 국가공안위원회 위원장 내각부 특명담당대신 (방재담당) 〈유사법제 담당〉          | 구쓰카케 데쓰오   |
| 방위청 장관                                                                     | 방위청 장관                                                                     | 누카가 후쿠시로   |
| 내각부 특명담당대신 (금융, 경제재정정책 담당)                                   | 내각부 특명담당대신 (금융, 경제재정정책 담당)                                   | 요사노 가오루     |
| 내각부 특명담당대신 (규제개혁 담당) 〈행정개혁, 구조개혁특구 및 지역재생 담당〉 | 내각부 특명담당대신 (규제개혁 담당) 〈행정개혁, 구조개혁특구 및 지역재생 담당〉 | 주마 고키         |
| 내각부 특명담당대신 (과학기술정책, 식품안전 담당) 〈정보통신기술(IT) 담당〉     | 내각부 특명담당대신 (과학기술정책, 식품안전 담당) 〈정보통신기술(IT) 담당〉     | 마쓰다 이와오     |
| 내각부 특명담당대신 (저출산·남녀공동참여 담당)                                  | 내각부 특명담당대신 (저출산·남녀공동참여 담당)                                  | 이노구치 구니코   |

※내각총리대신 임시대리 취임 예정 순위 - 제1순위 아베 신조, 제2순위 다니가키 사다카즈, 제3순위 아소 다로, 제4순위 요사노 가오루, 제5순위 나카가와 쇼이치

## 같이 보기
- 일본의 역대 내각